# Powiat Zwettl
Powiat Zwettl (niem. Bezirk Zwettl) – powiat w Austrii, w kraju związkowym Dolna Austria, w rejonie Waldviertel. Siedziba powiatu znajduje się w mieście Zwettl-Niederösterreich.

## Geografia
Powiat Zwettl graniczy: na północy z powiatami Gmünd i Waidhofen an der Thaya, na wschodzie z powiatami Horn i Krems-Land, na południu z powiatem Melk i na wschodzie z powiatami Freistadt i Perg (dwa ostatnie w Górnej Austrii).
Przez powiat przepływa rzeka Kamp, znajduje się na niej również elektrownia. Na północ od zbiornika wodnego znajduje się poligon wojskowy.

## Podział administracyjny
Powiat podzielony jest na 24 gminy, w tym trzy gminy miejskie (Stadt), 20 gmin targowych (Marktgemeinde) oraz jedną gminę wiejską (Gemeinde).
| Miasta 1. Allentsteig (1732) 2. Groß Gerungs (4508) 3. Zwettl-Niederösterreich (10 702) Gminy targowe 1. Altmelon (867) 2. Arbesbach (1587) 3. Bad Traunstein (995) 4. Echsenbach (1287) 5. Göpfritz an der Wild (1779) 6. Grafenschlag (832) 7. Großgöttfritz (1333) 8. Gutenbrunn (495) 9. Kirchschlag (617) 10. Kottes-Purk (1452) 11. Langschlag (1710) 12. Martinsberg (1065) 13. Ottenschlag (1031) 14. Pölla (908) 15. Rappottenstein (1742) 16. Sallingberg (1270) 17. Schönbach (758) 18. Schwarzenau (1495) 19. Schweiggers (2051) 20. Waldhausen (1203) | Gminy 1. Bärnkopf (346) |
| (stan liczby mieszkańców 1 stycznia 2023) |                         |

## Transport
Przez powiat przebiegają drogi krajowe: B32 (Gföhler Straße), B36 (Zwettler Straße), B37 (Kremser Straße), B38 (Böhmerwald Straße), B119 (Greiner Straße), B124 (Königswiesener Straße), B217 (Ottenschlager Straße) i B303 (Weinviertler Straße) oraz linia kolejowa Wiedeń - Praga.